# Geëxpandeerde kleikorrels

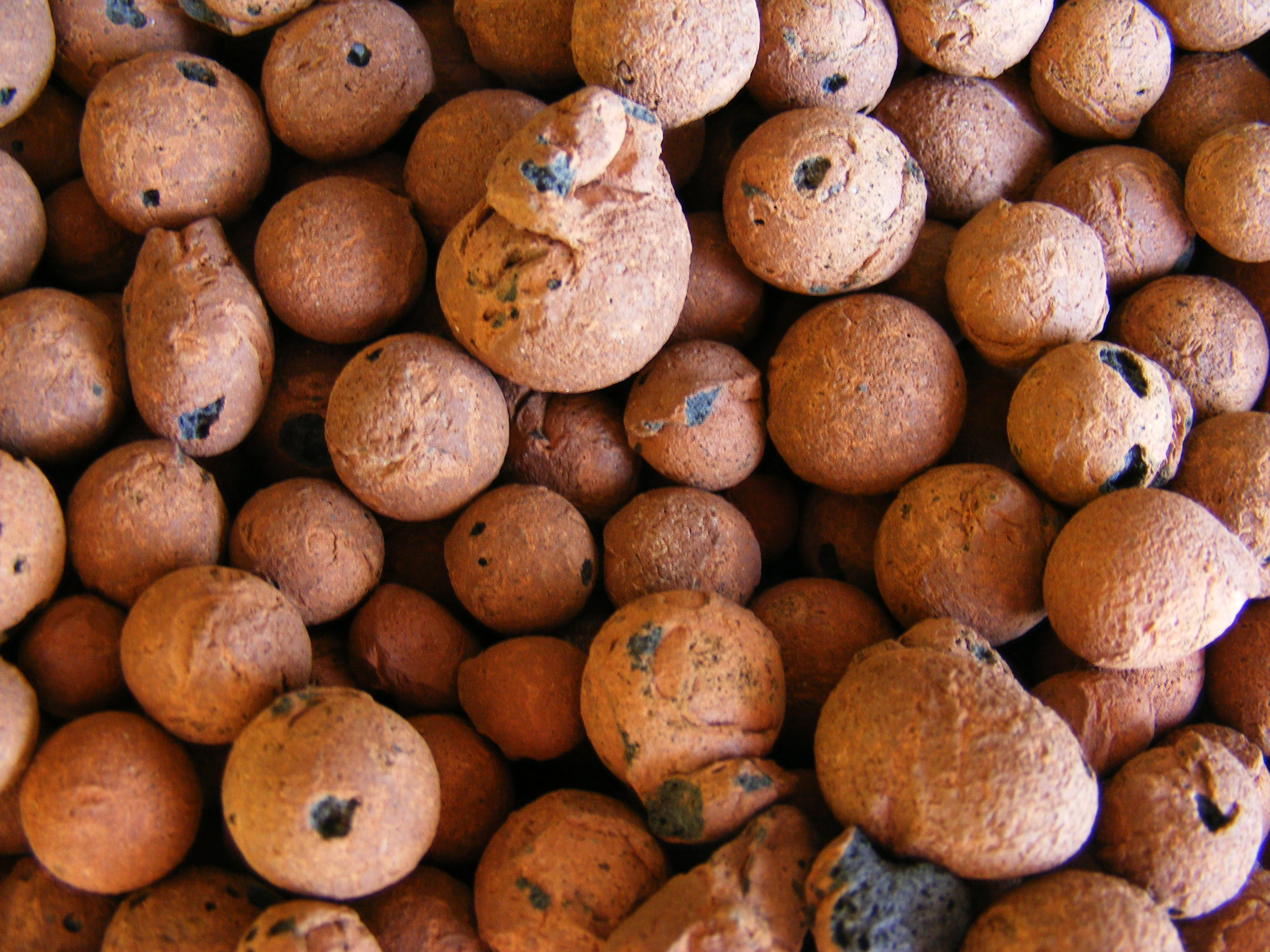
Geëxpandeerde kleikorrels

Geëxpandeerde kleikorrels, hydrokorrels of argex(korrels), vaak kortweg kleikorrels genoemd en ook bekend onder de merknaam LECA (Engelstalig acroniem voor light expanded clay aggregate; "licht uitgezet kleiaggregaat"), zijn speciale korrels klei die door verhitting uitzetten. Dergelijke kleikorrels worden gebruikt voor een groot scala aan toepassingen, zoals kantoorbeplanting, substraat (bijvoorbeeld in de hydrocultuur) en isolatiemateriaal in de bouwsector.
Als grondstof wordt kalkarme klei met fijn verdeelde organische bestanddelen gebruikt, die wordt gemalen, gegranuleerd en tot 1200 °C wordt verhit in een draaitrommeloven om zo opgeblazen kogelvormige korrels te verkrijgen. De kern van de korrels heeft dichte poriën en de oppervlakte is gesinterd.
De eerste pogingen om geëxpandeerde kleikorrels te fabriceren werden gedaan in 1917 in een steenfabriek in de Amerikaanse stad Birmingham. Als uitvinder geldt S.J. Hayde en om die reden wordt het materiaal in de Verenigde Staten nog altijd als Haydite aangeduid. De procedure werd opgepikt in Denemarken en daar verder ontwikkeld en uiteindelijk onder de handelsnaam LECA (of Leca) op de markt gebracht. Later volgden andere landen (deels met andere namen) zoals Nederland, Duitsland, het Verenigd Koninkrijk, Zweden (Sillit), Italië (Laterlite), Spanje (Liapour), België (Argex), Rusland (керамзит/Keramzit) en Zuid-Afrika (Aglite). Momenteel wordt het in 20 landen geproduceerd. Onder de naam LECA wordt het geproduceerd in Denemarken, Finland, Noorwegen, Portugal, Duitsland, Italië, Estland en Iran.